# The Ol' Swimmin' Hole
Pour plus de détails, voir Fiche technique et Distribution.
The Ole' Swimmin' Ole est un court métrage de la série Oswald le lapin chanceux, produit par les studios Disney et sorti le 6 février 1928.

## Synopsis
Oswald et ses amis s'amusent dans un étang. Ils utilisent par exemple une mule comme toboggan ou volent les bretelles d'un policier endormi.

## Fiche technique
- Titre : The Ol' Swimmin' Hole
- Série : Oswald le lapin chanceux
- Réalisateur : Walt Disney
- Animateur[1] : Hugh Harman, Rollin Hamilton
- Camera[1] : Mike Marcus
- Producteur : Charles Mintz
- Production : Disney Brothers Studios sous contrat de Robert Winkler Productions
- Distributeur : Universal Pictures
- Date de sortie : 6 février 1928[1],[2],[3]
- Autres dates[1] :
  - Fin de la production : 22 octobre 1927
  - Expédition : 29 octobre 1927
  - Dépôt de copyright : 17 janvier 1928 par Universal
- Format d'image : Noir et Blanc
- Durée : 6 min
- Langue : (en)
- Pays de production :  États-Unis